# Mastenbroek

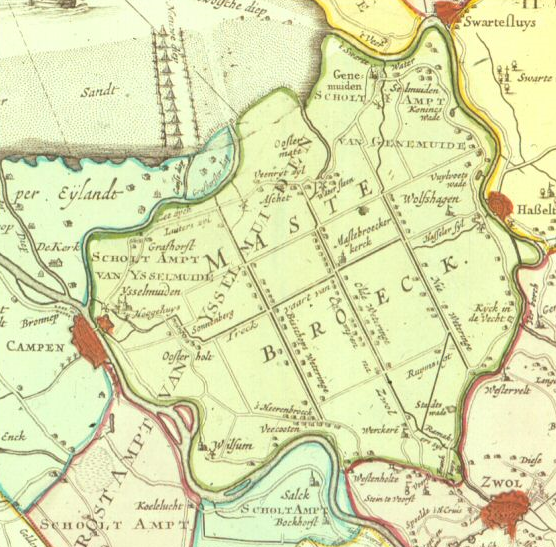
Polder de Mastenbroek en 1750

Mastenbroek est un village et un polder du Moyen Âge entre l'IJssel et le Zwarte Water entre les trois villes de  Hasselt, Kampen et Zwolle dans la province néerlandaise de Overijssel. Le village appartient à la commune de Zwartewaterland. Le polder se situe entre la digue de l'IJssel au sud, la digue de la mer de Kampen (Kamperzeedijk) et les digues du Zwarte Water et du Canal de Zwolle à l'IJssel. À hauteur d'IJsselmuiden il y a une dune d'origine fluviale.

## Histoire
C'est un des plus vieux polders des Pays-Bas. Mastenbroek, le marais des sapins, était un forêt de tourbières, quand en 1364 la ville de Kampen échange Mastenbroek avec l'évêque d'Utrecht contre l'Île de Kampen et le droit d'asséchement de terrains dans la bouche de l'IJssel. Ainsi la ville a pu agrandir son île. L'évêque de son côté fait des travaux de drainage dans le Mastenbroek et il fait creuser trois weterings parallèles, dont le  Bisschopswetering. Ce nom existe encore dans la rue Bisschopswetering. La tourbière marécageuse est alors lotie, drainée à devenir polder, et défrichée. Sur des tertres au bord des weterings des fermes avec des arbres apparaissent, mais autrement le polder n'est que des espaces vides de plusieurs kilomètres avec des lotissements plutôt régulièrs. Au centre du polder se développe le petit village de Mastenbroek autour de son église.

## Polder de tourbe
Le polder existe en grande partie d'argile couvrant des tourbières, c'est-à-dire une mince couche d'argile sur une épaisse couche de tourbe. Le terrain devenu polder était au-dessus du niveau des eaux environnantes et par le drainage, le niveau phréatique descendait suffisamment pour permettre de l'agriculture. Seulement, la tourbe au-dessus du niveau phréatique se décompose, causant que la terre se tasse et redevient humide, ce qui a forcé les fermiers à se tourner à de l'élevage. Dans le XXe siècle, on a rebaissé le niveau phréatique du polder, ainsi permettant de nouveau le travail des champs et on y cultive actuellement surtout du maïs.

## État actuel
Le polder, qui est traversé par le chemin de fer Zwolle-Kampen, est divisé entre les communes de Zwartewaterland et de Zwolle. La commune de Zwolle construit actuellement dans le polder le nouveau quartier Stadshagen. Le polder se trouve sur la liste des objets de valeur historico-culturelle de 1999 et se réjouit de l'intérêt d'artistes. En 2004 on tourne le film L'Expansion du polder Mastenbroek de l'artiste Sjaak Langenbroek et le cinéaste Theo van den Aker, qui traite de la relation ville bâtissante - campagne verte. En 2005 on présenté comme un œuvre d'art le parfum L'Essence de Mastenbroek du parfumeur Allesandro Gualtieri. C'est une Eau de Polder, qui sent l'eau, l'herbe, le lait et la vache.

## Sources
- (nl) Cet article est partiellement ou en totalité issu de l’article de Wikipédia en néerlandais intitulé « Mastenbroek » (voir la liste des auteurs).
- Site éducatif, Polders